# 林行规

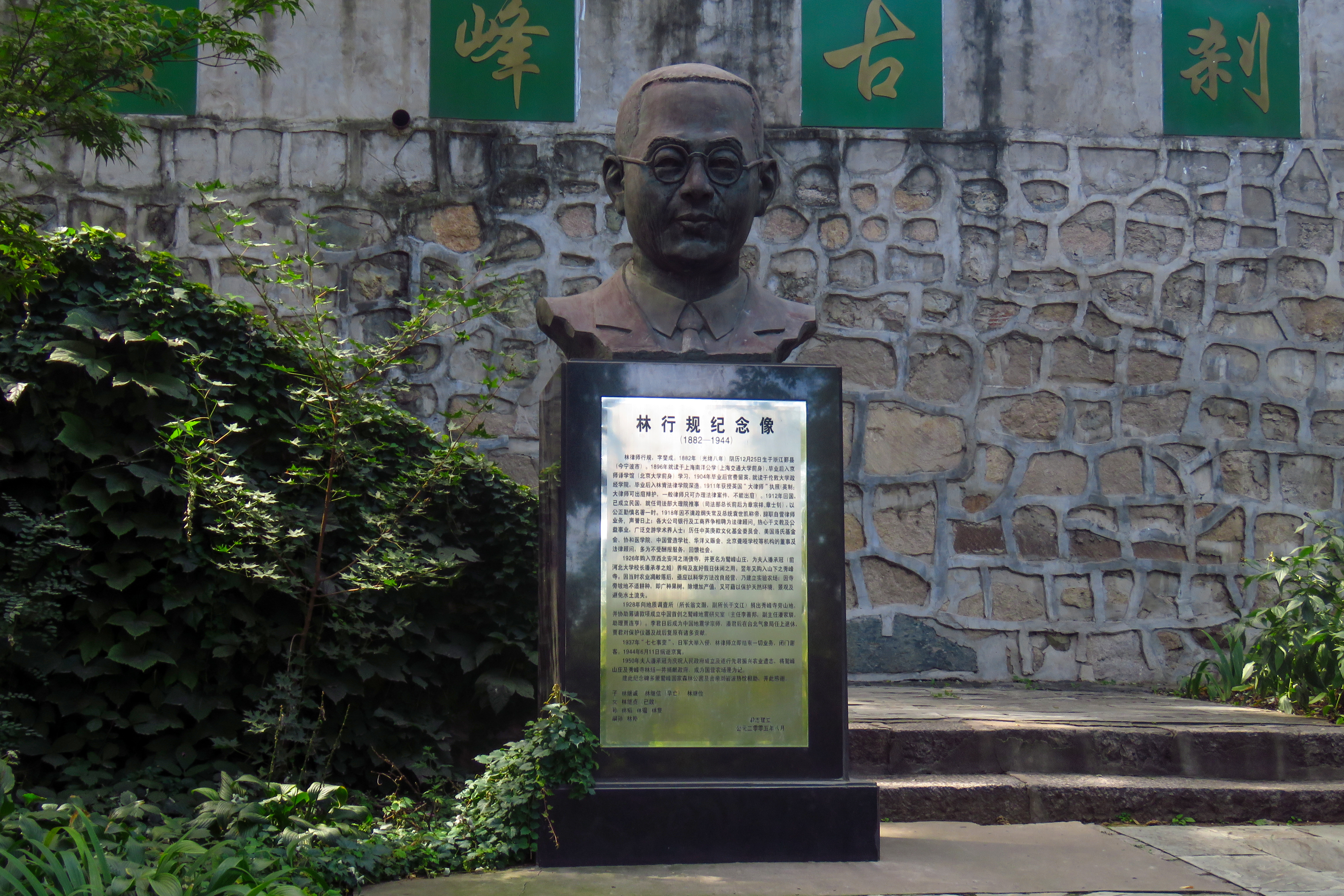
鹫峰国家森林公园秀峰寺前的林行规像

林行规（1882年—1944年）。字斐成，一字裴成，浙江鄞县人，清末民国司法人物。

## 生平
1896年，就读于上海南洋公学（交通大学的前身）。
南洋公学毕业后，入读京师译学馆（北京大学的前身）。
1904年，考取官费留学，赴英国就读于伦敦大学伦敦政治经济学院，获得法学学士学位。
伦敦大学毕业后，入读林肯大学法学院，继续深造。
1911年，被授予大英帝国大律师执照，就职于林肯思皇家律师事务所。
1912年，回国，担任南京临时政府总统府法律顾问。曾先后担任中华民国司法部大理院推事，司法部民治司司长，法院编查会编查员，司法部部长，调查治外法权委员会专门委员等职务。
1914年1月－1916年2月，担任国立北京大学法科学长。
1918年，因不满袁世凯称帝和政府的司法舞弊，毅然辞去公职。自设律师事务所，常为穷人打官司和提供司法援助，获好评。
1944年6月，因病逝世。

## 遺產
- 鹫峰地震台：为近代中国独立建造之首座地震观测台，今为中华人民共和国北京市重点文保单位。地震观测台所在地域原为林行规地产，为林氏1927年买下，并对其中的秀峰寺进行翻修。林氏后得知同乡著名地质学家翁文灏欲建观测台研究中国地震，遂捐献此地产。[1]
- 鹫峰山庄
- 林行規墓碑。附碑文[1]：

鄞县林裴成先生墓碑：
先生林氏，名行规，浙江鄞县人，先世自慈溪迁于鄞。清咸丰间，遭洪杨之变，家中落封，翁式文先生弃儒业贾，克复前业，性仁厚好施。与配柴太夫人佐之，有不足则撤钗瑱为助，乡里目为善人。兄梅荪先生绍父业，设丝肆沪上家，乃益昌。先生其季也，幼岐嶷好学不怠。初亦学贾，主人曝肆储于场使守之，先生执卷读不已，邻儿阚其弗觉，尽盗之。主人出询其故，亦弗诃告。其家人曰：此儿非阒阓中人，宜令读以成其志。梅荪先生乃招之至沪，入学校试，辄冠其曹。寻入京师译学馆，明年选赴英伦，入伦敦大学习法科。卒业得博士学位，服务于林肯思皇家律师所。
革命军兴，南京临时政府成立，任总统府顾问。政府北迁，任大理院推事、司法部民事司司长。时军权方张司法，往往失其轨，先生虽力持正谊，然有时郁而不能伸，遂弃去执行律师职务，于京津间以为法律所，以保障民权，惟是乃足伸吾志。人有求者，详审其曲直乃应之，金之多寡弗计也，且乐于为人解纷。
吴某起家钜富，姪觊其润，靳弗与穷而诉诸官。吴某延先生应诉，先生谓某曰：诉一起必经数年，君聘我备资若干？某曰：吾计之熟矣，费须二万金。先生曰：君姪期欲得诸君者几何？某曰：二三万金可。先生曰：然则曷不以讼资予君姪？为解君若允予当任其事，再三陈利害，某乃诺先生。居间，为解叔姪欢如故，先生乃不得一金。
梁某者，北京大学教授也。弃发妻何氏不顾，何自粤来，梁拒门不纳，何漂泊无所依。友人胡适之等反复劝告，梁均不应，乃诣先生曰：非君无以拯孤弱。先生奋然起具状讼庭，既得直乂，请于学校分俸以瞻，何乃得所。而先生奔走数月，糜数百金矣。先生之仗义类如是。
当路知先生公且廉，争相延致。若部署，若铁路局，若矿务局，若银行，若公司立契约、定规章，以及与外人交涉诸大端，皆恃先生为助。
先生精心擘画，既详且周，人弗敢易。各大学又争延先生主讲座，先生竭诚，诱掖门弟子成名者，无虑数千人，主律师公会会务。出席国际律师协会，被推为日本全国律师协会名誉会员，殊选也。论者谓先生以法律著一时，与前之薛云阶、沈寄簃诸公，虽新旧不同，而后先比媺矣。
先生无诸好，日惟把卷自娱。闲作山水游，南北名胜迹几遍。筑室于西山曰鹫峰山庄，树果木蔬卉。若将老焉，遭国家多变，出游海外。既归，设公司于沪上，习贾人业。人之信先生，若在旧都时。
岁癸末，以癌疾归就医，卒不治。甲申六月十一日卒于京邸，年六十有三。配潘剑芝夫人，勤俭有才能，克相其夫。长子继诚，卒业大学。次子继俭，肆业中学。女，继贞，亦成立。奉先生遗命，葬于西山福田公墓。宗蕃与先生三十馀年之至交，乃述其遗事而署之碑，且系以铭曰：
群居守默兮，齿不断。执义奋辩兮，孰与伦。刀笔为虞兮，虎乃仁。天不慭遗兮，枉直谁。陈述此丰碑兮，用告斯民。
三山陈宗蕃撰文。鄞县马衡书丹。